# Bajkonoer
Bajkonoer (Kazachs: Байқоңыр, Bayqongyr; "weelderig bruin"; Russisch: Байкону́р, Bajkonoer), het vroegere Leninsk (Russisch: Ле́нинск) is een stad in de Kazachse oblast Qyzylorda, die eigenlijk verhuurd wordt aan Rusland. Ze is gebouwd om te dienen als onderkomen voor de Kosmodroom Bajkonoer. Na de val van de Sovjet-Unie sloot Rusland met Kazachstan een verdrag af voor de lease van Bajkonoer met haar lanceerplatformen. Op 20 december 1995 liet president Jeltsin de naam van Leninsk naar Bajkonoer veranderen. De betekenis "weelderig bruin" slaat op vruchtbaar land met vele kruiden. De eigenlijke stad Bajkonoer is een mijnstad die enkele honderden kilometers noordoostelijk ligt (vlak bij de plaats Jezqazğan).
De welvaart van het stadje varieerde samen met dat van het Russische ruimtevaartprogramma. Kosmonauten moeten voordat ze de ruimte in gaan in deze stad een boom planten.

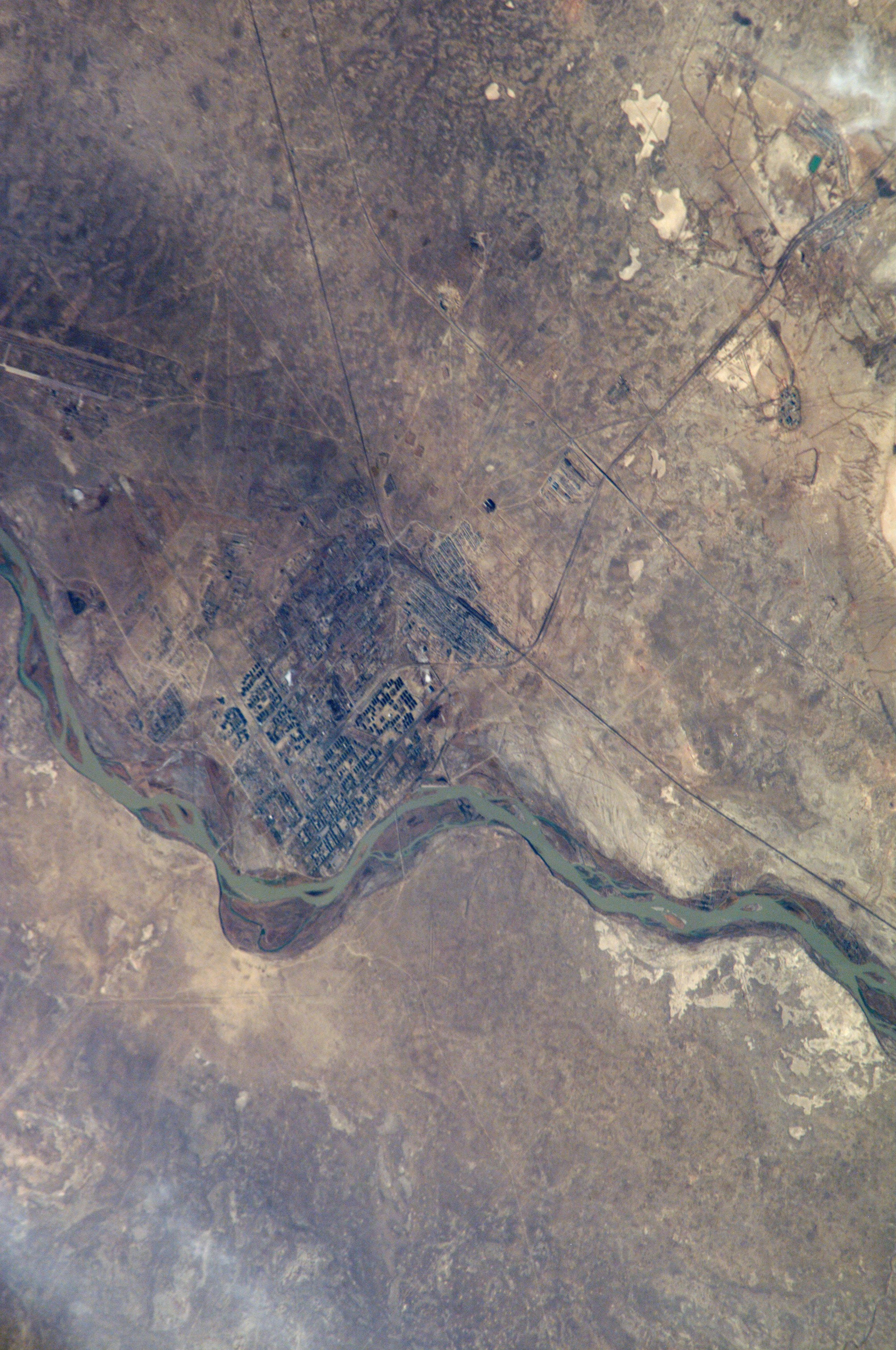
Luchtfoto uit 2000